# Gottfried Kirchhoff
Gottfried Kirchhoff (Mühlbeck, 15 de setembro de 1685 - Halle, 21 de janeiro de 1746) foi um organista e compositor alemão da era barroca.

## Biografia
Gottfried Kirchhoff nasceu na pequena aldeia de Mühlbeck, no então Eleitorado da Saxónia-Bitterfeld. Filho de um fazendeiro, Martin Kirchhoff, Gottfried foi apadrinhado pelo pastor local, de forma a concluir os seus estudos, primeiro na escola primária da aldeia, depois no liceu de Halle.
Nesse liceu, recebeu, juntamente com Georg Friedrich Händel, aulas de música do diretor musical Friedrich Wilhelm Zachow, até 1709, quando se tornou mestre-de-capela na corte do duque dinamarquês Filipe Ernesto de Schleswig-Holstein-Sonderburg-Glücksburg.
Após dois anos neste cargo, recebe o cargo de organista na Igreja de São Bento em Quedlimburgo.
Em 1711, casa-se com Anna Bretnitz. Deste casamento, poucos filhos sobreviveram até à idade adulta, sendo um deles Gustav Friedrich Kirchhoff, que, após iniciar seus estudos médicos, tornou-se um virtuoso harpista e compositor de música para harpa conhecido em toda a Europa.

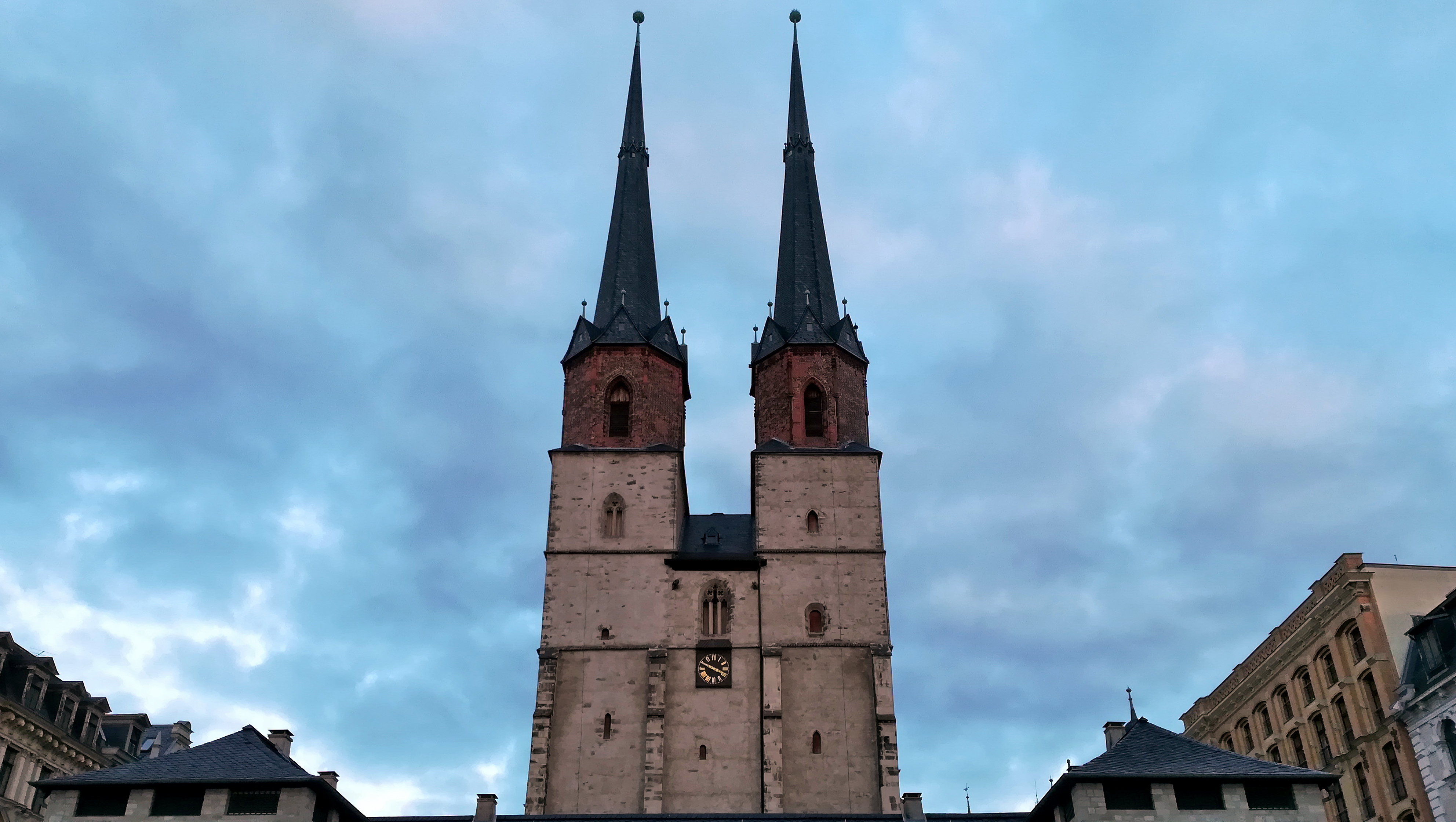
Igreja do Mercado de Halle, onde Kirchhoff ocupou o lugar de mestre-de-capela até à sua morte

Após a morte do seu antigo mestre Zachow em 1712, Gottfried, tal como Bach, candidatam-se ao cargo de diretor musical e organista da Igreja do Mercado de Halle. Depois de uma cantata experimental em 1713, Bach é eleito o organista pelo conselho da Igreja. Em 1714, depois da renúncia de Bach ao cargo, Gottfried ocupou o seu cargo, sucedendo assim ao seu antigo mestre Zachow como organista e diretor de música na terceira votação do conselho da Igreja.  Ocupará este cargo até à sua morte.
Suas funções incluíam tocar órgão, consertá-lo, ensinar os alunos e dirigir o coro da cidade.

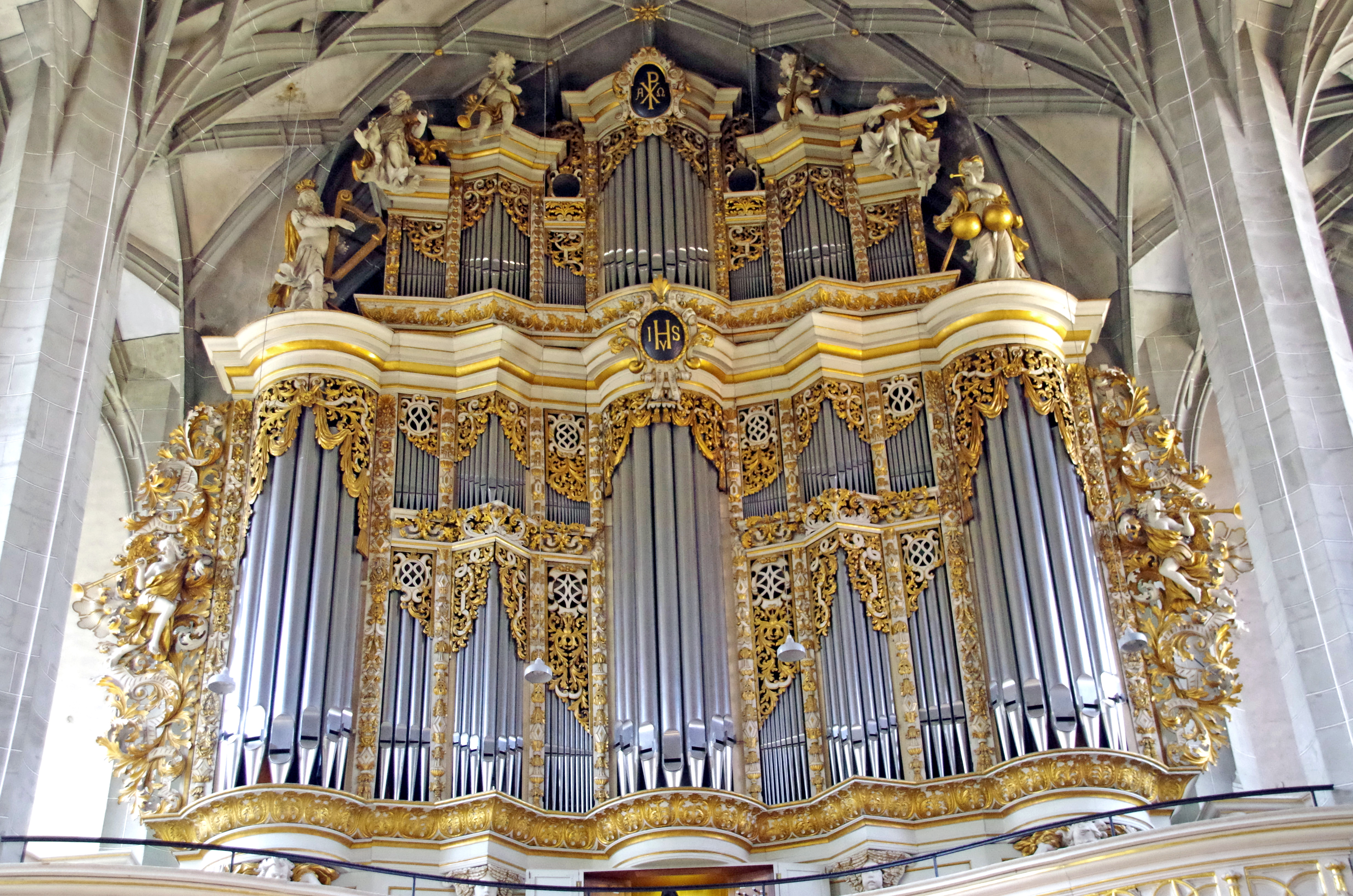
Órgão da Igreja do Mercado, construída em 1716

Durante o seu tempo enquanto organista principal e diretor de música, foi construído e inaugurado o novo órgão na Igreja, em 1716. Além de Bach, os inspetores do órgão foram Johann Kuhnau de Leipzig e Christian Friedrich Rolle de Quedlimburgo.
Kirchhoff compôs duas cantatas solo para as cerimónias de posse, mas apenas os textos sobreviveram aos dias de hoje.
Em 1740, por ocasião da morte do rei Frederico Guilherme I, ele assumiu a composição e execução da música fúnebre.
No período em que esteve em Halle, no entanto, Kirchhoff também compôs um número muito maior de cantatas. No entanto, o catálogo do espólio musical publicado após a sua morte em 1746 por seu genro, pode não conter todas essas obras. No entanto, os corais de órgão e peças instrumentais existentes foram reimpressas e editadas.
Nas suas obras, os arranjos corais para órgão mostram uma habilidade incomum e tanto gosto e espírito que Kirchhoff deve ser contado entre os mais importantes compositores de órgão da primeira metade do século XVIII.